# Devs
Devs är en amerikansk science fiction-miniserie som hade premiär 5 mars 2020. Alex Garland är regissör och manusförfattare för samtliga åtta avsnitt.
Serien handlar om Lily Chan, en mjukvaruingenjör för kvantdatorbolaget Amaya. Forest är bolagets vd. Lilys pojkvän dör under mystiska omständigheter efter sin första dag på jobbet hos Devs-teamet på Amaya. När Lily börjar undersöka vad som hänt honom inser hon att alla spår pekar mot Forest och en högteknologisk sammansvärjning på företaget.

## Rollista (i urval)
- Sonoya Mizuno – Lily Chan
- Nick Offerman – Forest